# جيرالدين بونير
جيرالدين بونير (بالإنجليزية: Geraldine Bonner)‏ (1870 - 1930)؛ روائية أمريكية.

## روابط خارجية
- جيرالدين بونير على موقع قاعدة بيانات برودواي على الإنترنت (الإنجليزية)